# Montjean (Mayenne)
 Montjean  es una población y comuna francesa, en la región de Países del Loira, departamento de Mayenne, en el distrito de Laval y cantón de Loiron.

## Demografía
| 761 | 709 | 634 | 742 | 742 | 797 |
| Para los censos de 1962 a 1999 la población legal corresponde a la población sin duplicidades (Fuente: INSEE [Consultar]) |     |     |     |     |     |